# Menawan (Klambu)
Menawan is een bestuurslaag in het regentschap Grobogan van de provincie Midden-Java, Indonesië. Menawan telt 4429 inwoners (volkstelling 2010).